# ميجور جونز
ميجور جونز (بالإنجليزية: Major Jones)‏ مواليد 9 يوليو 1953 في ماكغيهي، هو لاعب كرة سلة أمريكي سابق. بدأ مسيرته الاحترافية في سنة 1976. تم اختياره من قبل فريق بورتلاند ترايل بلايزرز خلال الدرافت. يبلغ طوله 6 قدم 9 بوصة (2.1 م). اعتزل اللعب في 1985. أحرز خلال مسيرته في الإن بي إيه 1643 نقطة بمعدل 4.4 نقاط في المباراة الواحدة. لعب مع هيوستن روكتس وديترويت بيستونز.

## روابط خارجية
- ميجور جونز على موقع إن بي أي (الإنجليزية)
- ميجور جونز على موقع سبورتس رفرنس (الإنجليزية)
- ميجور جونز على موقع ريلجم (الإنجليزية)
- ميجور جونز على موقع بروبوليرز (الإنجليزية)